# Gordon Slynn, Baron Slynn of Hadley
Gordon Slynn, Baron Slynn of Hadley GBE, PC, QC (* 17. Februar 1930; † 7. April 2009) war ein britischer Richter.

## Leben und Karriere
Gordon Slynn wurde am 17. Februar 1930 als Sohn von John und Edith Slynn geboren. Er besuchte die Sandbach School, Goldsmiths, University of London und das Trinity College (Cambridge). 1956 wurde er in die Anwaltskammer Gray’s Inn aufgenommen und wurde 1970 Seniormitglied (Bencher) und 1988 Schatzmeister.
Slynn diente als Jurist im Arbeitsministerium zwischen 1967 und 1968, und als First Junior Treasury Counsel (Common Law) von 1968 bis 1974. Er wurde 1974 Kronanwalt. Daraufhin wurde ihm das neu geschaffene Amt eines Justiziars im Schatzamt (Finanzministerium) übertragen. Dieses Amt hielt er bis 1976. 1978 wurde er Präsident des Employment Appeal Tribunal.
Von 1981 bis 1988 war Slynn als Generalanwalt beim Europäischen Gerichtshof tätig. 
Von 1988 bis 1992 war er Richter beim Europäischen Gerichtshof. Slynn war von 1992 bis 2002 Lord of Appeal in Ordinary. Am 11. März 1992 wurde er Life Peer als Baron Slynn of Hadley, of Eggington (im County Bedfordshire). Im House of Lords saß er als Crossbencher. Zwischen 1992 und 2005 beteiligte er sich mehrfach an Diskussionen. Als Lord of Appeal trat er 2002 aus gesundheitlichen Gründen zurück, drei Jahre früher als nötig. Slynn starb am 7. April 2009 im Alter von 79 Jahren an Krebs.

## Ehrungen
- 1976 wurde Slynn Knight Bachelor.
- Von 1978 bis 2008 war er Chief Steward of Hereford und ihm wurde 1996 die Auszeichnung Freedom of the City verliehen.
- 1992 diente er als Präsident des Bentham Club und 1993 als Präsident des Holdsworth Club.
- Von 1995 bis 2002 hatte er das Ehrenamt eines „Visitor“ am Mansfield College der University of Oxford inne, von 1995 bis 2000 war er Visitor der University of Essex.
- 1998 wurde er in den Order of Saint John aufgenommen.
- 2009 wurde er mit dem Order of the British Empire ausgezeichnet.
- Slynn war außerdem Ehrenpräsident der Durham Mooting Society und Ehrenmitglied der Jefferson Literary and Debating Society an der University of Virginia.

## Familie
Er war mit Odile Marie Henriette Boutin seit 1962 verheiratet.